# Инглвуд (Флорида)
Инглвуд (енгл. Englewood) насељено је место без административног статуса у америчкој савезној држави Флорида.

## Демографија
По попису из 2010. године број становника је 14.863, што је 1.333 (-8,2%) становника мање него 2000. године.
| Група             | 2000.          | 2010.          |
| Белци             | 15.752 (97,3%) | 14.171 (95,3%) |
| Афроамериканци    | 30 (0,2%)      | 45 (0,3%)      |
| Азијати           | 59 (0,4%)      | 106 (0,7%)     |
| Хиспаноамериканци | 241 (1,5%)     | 374 (2,5%)     |
| Укупно            | 16.196         | 14.863         |